# Teal Redmann
Teal B. Redmann (née le 30 septembre 1982 dans le Minnesota) est une actrice américaine.

## Biographie
Redmann se fit connaître grâce au film de science-fiction Chameleon 3: Dark Angel, en 2000. Elle a depuis eu quelques rôles dans d'autres films tels que Double Teamed. Redmann est principalement connue pour avoir interprété le rôle de Louise Grant dans la série télévisée Gilmore Girls. Elle est aussi apparue dans Les Experts dans le rôle de la fille de Jim Brass, Les Experts : Miami et Boston Public.  En 2002, elle incarne Nicky Williams (avec des cheveux noirs) dans le film de Disney Channel Double Teamed.
En 2011, Redmann a supporté le Dream Again Campaign for Love146, un combat contre l'exploitation et l'abus sexuel des enfants.

## Filmographie
| Année     | Titre                                           | Rôle                | Notes           |
| --------- | ----------------------------------------------- | ------------------- | --------------- |
| 1999      | Undressed                                       | Abby                | Série télévisée |
| 2000      | Chameleon 3: Dark Angel                         | Docteur Tess Adkins | Téléfilm        |
| 2000-2004 | Gilmore Girls                                   | Louise Grant        | 34 épisodes     |
| 2001      | Boston Public                                   | Annie Webb          | 1 épisode       |
| 2002      | Double Teamed                                   | Nicky Williams      | Téléfilm        |
| 2003      | Dumb and Dumberer : Quand Harry rencontra Lloyd | Terri               |                 |
| 2003      | Special Breakfast Eggroll: 99¢                  | Lilly               |                 |
| 2004      | Les Experts : Miami                             | Sarah Mitchell      | 1 épisode       |
| 2005-2006 | Les Experts                                     | Ellie Brass         | 2 épisodes      |
| 2013-2014 | Les Experts                                     | Ellie Brass         | 3 épisodes      |